# Holger Apfel

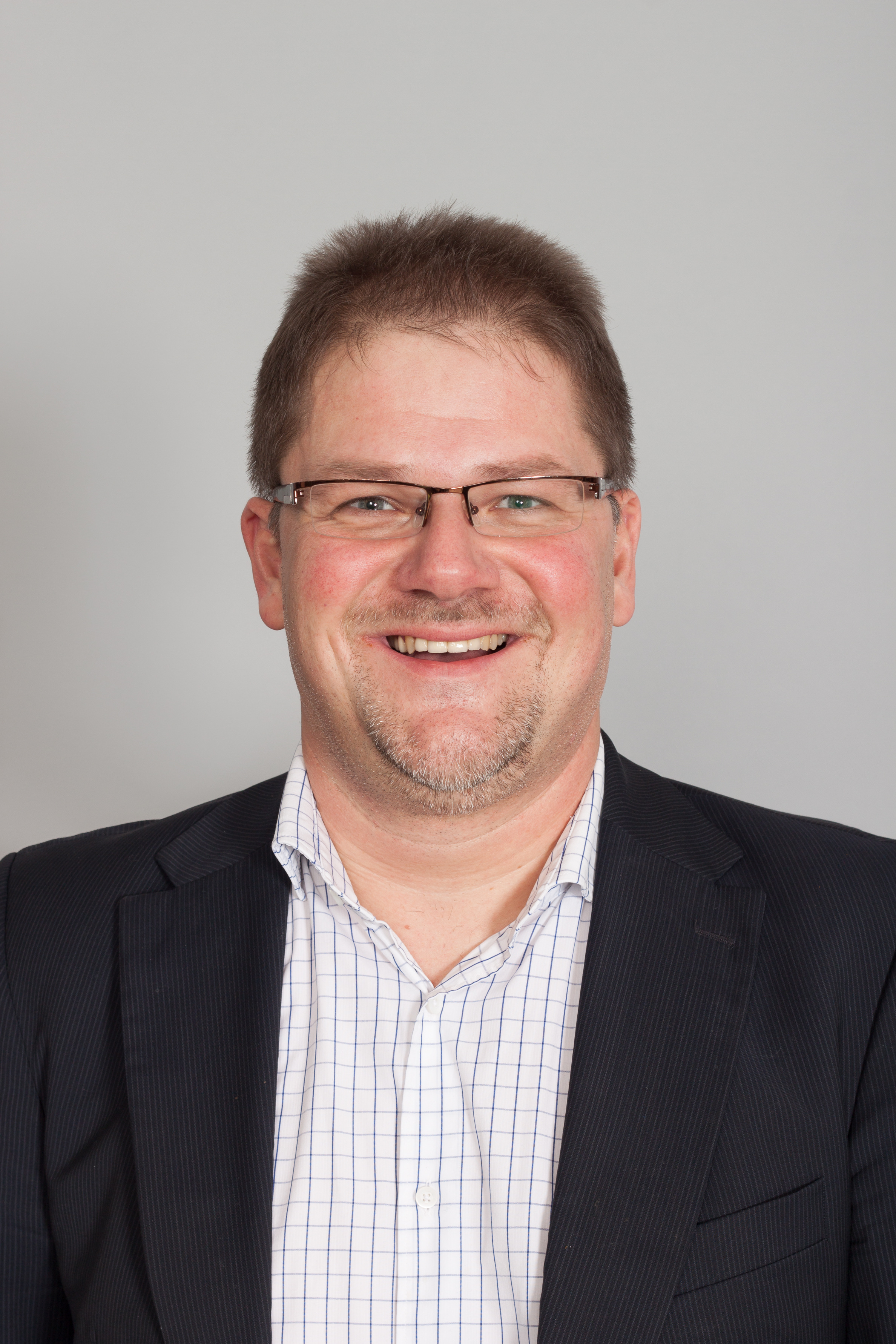
Holger Apfel, 2013

Holger Apfel (* 29. Dezember 1970 in Hildesheim) ist ein ehemaliger deutscher Politiker, der vom 13. November 2011 bis zu seinem Rücktritt am 19. Dezember 2013 Bundesvorsitzender der rechtsextremen Nationaldemokratischen Partei Deutschlands (NPD) war.
Für die NPD war Apfel von 2000 bis 2009 stellvertretender Bundesvorsitzender, von 2004 bis Dezember 2013 Vorsitzender der Fraktion im Sächsischen Landtag, von 2009 bis 2012 Landesvorsitzender der NPD Sachsen und von November 2011 bis Dezember 2013 Bundesvorsitzender. Außerdem war Apfel Vorsitzender des Nationalen Bündnisses Dresden.
Am 24. Dezember 2013 trat Apfel aus der NPD aus.

## Leben
Apfel machte 1991 in Hildesheim Abitur und anschließend eine Lehre zum Verlagskaufmann. 1996 wurde er Verlagsleiter des Deutsche Stimme Verlags und im Jahr 2000 Chefredakteur des gleichnamigen Parteiorgans der NPD, der Deutschen Stimme. Er war mit Jasmin Apfel (geb. Langer, * 1983) verheiratet, mit der er vier Kinder hat. Jasmin Apfel war Geschäftsführerin der NPD-Frauenorganisation „Ring Nationaler Frauen“; im Zuge der zunächst nur zeitweiligen Trennung von ihrem Mann im Jahr 2012 trat sie aus beiden Organisationen aus.
Nach einem Bericht der deutschsprachigen Mallorca Zeitung betrieb Apfel seit Mai 2014, zusammen mit seiner Frau, ein Restaurant auf Mallorca, nachdem er die „Maravillas Stube“ von einem deutschen Gastronomen übernommen hatte. Am 30. Dezember 2017 verkündete er auf Facebook die Schließung der Lokalität.
Im Februar 2017 wurde bekannt, dass Apfels Ehefrau sich im Dezember 2014 endgültig von ihm getrennt sowie mit der rechtsextremen Szene gebrochen hatte und an einem Aussteigerprogramm teilnahm.

## Politische Laufbahn
Über sein Mitwirken beim Studentenbund Schlesien, der vom NPD-Multifunktionär Hans-Michael Fiedler dominiert wurde, fand Apfel während der Schulzeit Kontakt zur NPD-Jugendorganisation Junge Nationaldemokraten (JN), deren Mitglied er seit 1988 war. Von 1992 bis 1994 war er stellvertretender Bundesvorsitzender, anschließend bis 1999 Bundesvorsitzender der JN. Gleichzeitig mit der Wahl Udo Voigts zum neuen NPD-Bundesvorsitzenden 1996 wurde Apfel mit weiteren JN-Funktionsträgern in den Bundesvorstand gewählt. 2000 bis 2009 war Apfel stellvertretender NPD-Bundesvorsitzender. Seit 2003 war er Vorsitzender des Nationalen Bündnisses Dresden sowie von 2004 bis 2006 Stadtrat in Dresden.
Am 10. Juli 2011 wurde Holger Apfel auf einem geheim abgehaltenen Parteitag der sächsischen NPD im erzgebirgischen Auerbach mit 87,3 % als Landesvorsitzender bestätigt.
Auf dem NPD-Bundesparteitag im November 2011, auf dem er sich zu einem  „seriösen Radikalismus“ bekannte, wurde er am 12. November unter Ausschluss der Öffentlichkeit mit 126 von 214 Stimmen als Nachfolger von Udo Voigt zum Bundesvorsitzenden gewählt.
Am 19. Dezember 2013 trat Apfel als Vorsitzender der Bundespartei und als Vorsitzender der NPD-Fraktion im sächsischen Landtag zurück.
Am 24. Dezember 2013 trat er aus der NPD aus.

### Tätigkeit bei den Jungen Nationaldemokraten
Unter Apfel stieg der Einfluss der JN innerhalb der NPD. 1993 beteiligte sich die JN erstmals an dem sogenannten Rudolf-Heß-Gedenkmarsch. Von JN-Aktivisten forderte Apfel ein Selbstverständnis als „politische Soldaten“, die Jungen Nationaldemokraten hätten sich an der Wehrmacht und der Waffen-SS als Vorbilder zu orientieren. In den Thesenpapieren der JN unter Apfels Vorsitz wird als Ziel eine „neue Volksgemeinschaft“ propagiert.

### Landtagsabgeordneter in Sachsen

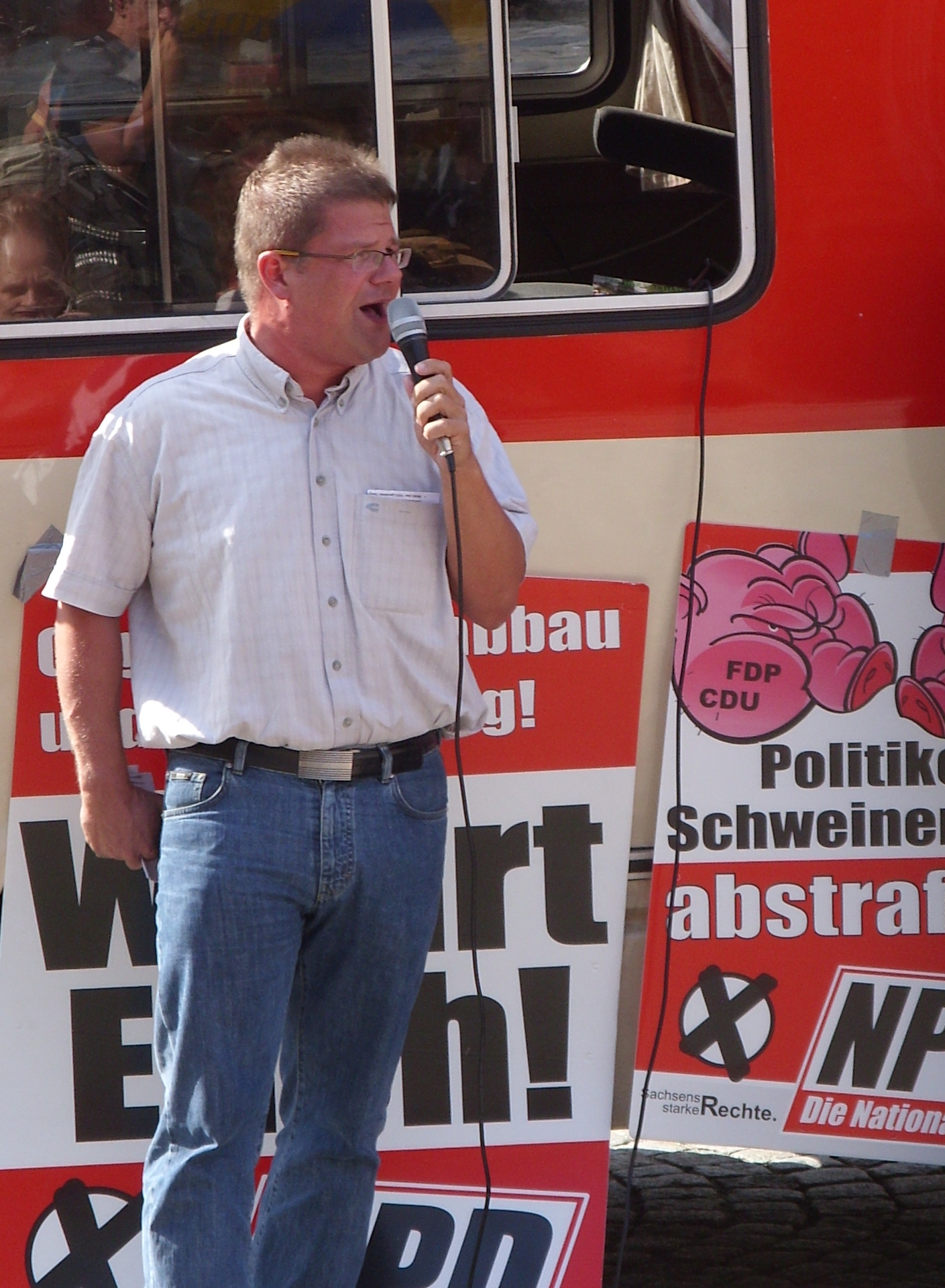
Apfel auf einer Wahlkampfveranstaltung

Apfel war Spitzenkandidat der NPD Sachsen für die Landtagswahl am 19. September 2004, die in dieser 9,2 Prozent der Listenstimmen (1999: 1,4 Prozent) erhielt. Holger Apfel und 11 weitere NPD-Kandidaten zogen damit in den sächsischen Landtag ein. Am Wahlabend sorgte er für Schlagzeilen, als er von einem „großartigen Tag für alle Deutsche, die noch Deutsche sein wollen“ sprach, woraufhin die Spitzenkandidaten der übrigen Parteien aus Protest das Studio verließen. Bei der konstituierenden Fraktionssitzung wurde er auch zum Fraktionsvorsitzenden gewählt.
Im Oktober 2006 hob das Plenum des sächsischen Landtages Apfels Immunität auf. Hintergrund war ein Strafverfahren wegen Beleidigung.

### Eklats im Landtag
Im Januar 2005 kam es im sächsischen Landtag während einer provokanten Rede Apfels zu tumultartigen Auseinandersetzungen, die bundesweit für Aufregung sorgten und die Debatte über den Umgang mit der NPD neu entfachten.
Anlass war, dass der Landtagspräsident, der CDU-Politiker Erich Iltgen, zu Beginn der Landtagssitzung am 21. Januar 2005 an zwei bevorstehende Gedenktage erinnert hatte – den 60. Jahrestag der Befreiung des Konzentrationslagers Auschwitz am 27. Januar 2005 und den 60. Jahrestag der Bombardierung der Stadt Dresden am 13. Februar 2005. Weil diese Plenarsitzung die letzte vor den beiden Gedenktagen war, hatte er die Abgeordneten gebeten, aller Opfer der nationalsozialistischen Gewaltherrschaft mit einer Schweigeminute zu gedenken.
Dem verweigerte sich die sächsische NPD-Fraktion unter Apfel und verließ geschlossen den Sitzungssaal. Zuvor hatte die Fraktion den Antrag gestellt, eine Gedenkminute allein für die Opfer der Bombardierung Dresdens abzuhalten, den der Landtagspräsident durch die von ihm initiierte Gedenkminute gegenstandslos gemacht hatte.
In einer Rede in der darauf folgenden Aktuellen Stunde des Landtags zum 60. Jahrestag der Bombardierung Dresdens bezeichnete Apfel das Ende des Zweiten Weltkriegs am 8. Mai 1945 als „vermeintliche Befreiung Deutschlands“, nannte die Alliierten „Massenmörder“, die „heute drauf und dran [seien], neue Kriege vom Felde zu ziehen“. Als Apfel auf Ordnungsrufe nicht reagierte, schaltete der Landtagspräsident ihm mit Ende seiner Redezeit das Mikrofon ab. Alterspräsident Cornelius Weiss (SPD) bezeichnete Apfels Rede anschließend als „mit Schaum vor dem Munde in Goebbels’scher Manier vorgetragene Hasstiraden“.
In Anlehnung an ein Zitat von Joschka Fischer bezeichnete Apfel bei einer Landtagssitzung am 18. Mai 2005 den damaligen sächsischen Innenminister Thomas de Maizière als „Arschloch“.
Am 9. Mai 2007 kam es während einer Debatte zum Zuwanderungsgesetz zu einem weiteren Eklat: Apfel bezeichnete Einwanderer als „arrogante Wohlstandsneger“ und sprach von „staatsalimentierten orientalischen Großfamilien“. Zwei Tage später machte er erneut mit Äußerungen auf sich aufmerksam. Im Rahmen einer sicherheitspolitischen Debatte charakterisierte er die Ablehnung des Gesetzes zur Behebung der Not von Volk und Reich (sog. Ermächtigungsgesetz) durch die SPD im Jahre 1933 als „peinlich“. Darüber hinaus warf er Otto Wels, der das Eintreten der SPD gegen das Gesetz damals im Reichstag begründet hatte, vor, dieser habe die Konsequenzen für sich und die SPD „larmoyant bejammert“.
Wegen mehrerer antiisraelischer Äußerungen in einer durch die NPD-Fraktion auf die Tagesordnung gebrachten aktuellen Debatte zur Thematik „Keine Zusammenarbeit mit Schurkenstaaten – sächsisch-israelische Partnerschaft beenden“ wurde Apfel am 17. Juni 2010 durch den Landtagspräsidenten Matthias Rößler (CDU) des Landtags verwiesen. Das Landtagspräsidium beschloss anschließend, ihn „wegen der besonderen Schwere des Tadels“ für zehn Sitzungstage von Landtags- und Ausschusssitzungen auszuschließen. Er konnte frühestens am 17. Dezember 2010 wieder an einer Sitzung teilnehmen. Der Verfassungsgerichtshof des Freistaates Sachsen bestätigte den Ausschluss am 3. Dezember 2010 als rechtmäßig.

### Bundestagskandidatur
Bei der Bundestagswahl 2005 kandidierte Apfel erfolglos im Wahlkreis Kamenz – Hoyerswerda – Großenhain, in dem er 6,7 Prozent der Erststimmen erzielte.

### Rücktritt
2013 war Apfel in seiner Partei heftig kritisiert worden: „Ein Parteiführer mit Sprachfehler ist an sich ein Unding“, verlautbarte etwa der stellvertretende Bundesvorsitzende Karl Richter im Oktober. Hintergrund waren Meinungsverschiedenheiten über die Kandidatenaufstellung der NPD zur Europawahl 2014. Am 19. Dezember trat Apfel überraschend von seinen Posten als Bundesvorsitzender der NPD und Vorsitzender der sächsischen NPD-Landtagsfraktion aus „gesundheitlichen Gründen“ zurück. Sein Fraktionskollege Jürgen Gansel deutete an, Apfel litte an einem Burnout-Syndrom. Am 22. Dezember verlangte dann das Parteipräsidium der NPD auf einer Sondersitzung Aufklärung über einen angeblichen sexuellen Übergriff, bei dem sich der damals 42-jährige einem „jungen Kameraden“ im August 2013 gegen dessen Willen unsittlich genähert haben soll. Würden diese Vorwürfe nicht ausgeräumt, werde man „einen zeitnahen Parteiaustritt nahelegen“. Apfel trat daraufhin am 24. Dezember 2013 von allen Parteiämtern zurück und verließ die NPD. In einer persönlichen Erklärung beklagte er, in der Partei sei eine regelrechte Hasskampagne gegen ihn geführt worden. So sei ihm eine Pistolenkugel zugesandt worden mit der Aufforderung, sich umzubringen. An den ihm zur Last gelegten Vorfall habe er alkoholbedingt keine Erinnerung. Am 17. Januar 2014 gab Apfel auch sein Landtagsmandat ab.
Er habe nach wie vor eine „patriotische Einstellung“, habe aber „nie für die Extreme“ der NPD gestanden. Er habe stattdessen versucht, die NPD zu einer „modernen,  bürgerlichen“ Partei zu machen. Die NPD sei jedoch nicht reformierbar gewesen. Deswegen habe er Ende 2013 „nach jahrelangen Streitigkeiten und Intrigen“ beschlossen, sich aus der NPD zurückzuziehen.

## Rezeption

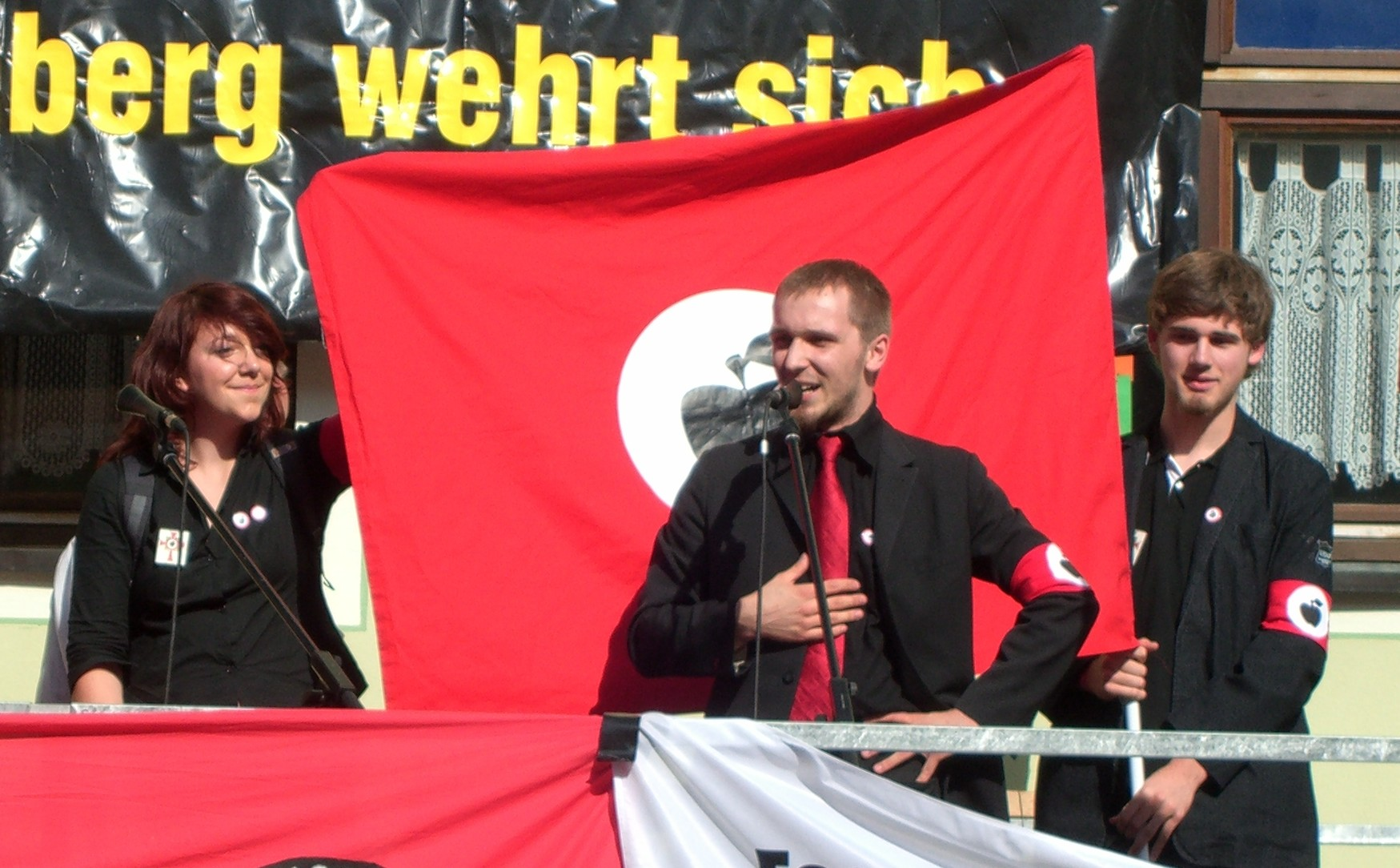
„Front Deutscher Äpfel“ in Aktion

Apfel wurde unfreiwilliger Namensstifter der Satireorganisation Front Deutscher Äpfel, die rechtsextreme Parteien parodiert.
Im November 2011 wurde die Wahl von Apfel zum NPD-Vorsitzenden von zahlreichen Medien gemeldet und teils auch kommentiert. So schrieb der Spiegel: „Der 40-Jährige hat nach neun Jahren als Bundes-Vize mehr als genug Erfahrung im Umgang mit Medien und politischen Konkurrenten. Er weiß, die harmlose Fassade aufrechtzuhalten und macht sich damit zugänglich für potentielle neue Rechts-Wähler. Öffentliche Ausfälle wie im sächsischen Parlament, wo er immer wieder zur Ordnung gerufen werden muss, dürfte er sich in Zukunft verkneifen.“
In dem 2012 erschienenen satirischen Roman Er ist wieder da von Timur Vermes lässt der Autor Adolf Hitler mit Holger Apfel sprechen, der auch als solcher benannt wird. In der Romanverfilmung von 2015, die im Jahre 2014 spielt, als Udo Pastörs NPD-Vorsitzender war, wird Apfel als Ulf Birne parodiert.
Apfels 2017 veröffentlichtes Buch Irrtum NPD wurde als oberflächlich eingeschätzt, da es zwar Anekdoten aus der Neonazi-Bewegung wiedergibt, jedoch keine tiefere Auseinandersetzung mit seinem Betrachtungsgegenstand leistet. Apfel bricht darin nicht mit der Szene, sondern kritisiert lediglich seine politischen Widersacher in ihr.

## Veröffentlichungen
- (Hrsg.): Alles Große steht im Sturm. Tradition und Zukunft einer nationalen Partei. 35 Jahre NPD – 30 Jahre JN. Deutsche Stimme Verlag, Stuttgart 1999, ISBN 978-3-9805844-3-2
- Irrtum NPD: Ansichten – Einsichten – Erkenntnisse. Ein Vierteljahrhundert in der NPD. Gerhard Hess Verlag, Bad Schussenried 2017, ISBN 3-873-36597-9